# ガイアマスター
『ガイアマスター 〜神々のボードゲーム〜』は、カプコンから2000年4月13日に発売されたPlayStation用ゲームソフト。
2012年1月18日にはゲームアーカイブスでPlayStation 3とPlayStation Portable用のソフトウェアとして配信・発売された。
後にドリームキャストとゲームボーイカラーでも発売されているが、本項ではPlayStation版について説明する。

## 基本ルール
最大4人までプレイ可能。
- プレイヤーは最初に9人のキャラクター（+隠しキャラクター2人あり）から1人をセレクトし、マス目に区切られたボード上を6面サイコロ2個を振って進む。
- マス目はそれぞれが一つの土地を表している。空きの土地マスなら、購入できる。
- 以後、自分の土地（マス）に他のプレイヤーが止まれば、そのプレイヤーから地価に応じた通行税を徴収することができる（支払った通行税は、その土地の所有者が獲得する）。自分が相手の土地に止まったら、通行税を支払わなければならない。
- 自分の行動が終了すると、相手の行動が始まる。
- これを繰り返し、最終的に総資産が一番多い人の勝ちとなる。またステージによっては相手キャラクターを破産させることが勝利条件になる場合もある。最大99ターン。

またステージによってはタッグ戦を行うこともある。この場合、以下のルールが適用される。
- 味方の領地に入っても通行料は取られない。ただし、店の効果はおこらない。
- 同じエリアに味方の領地があると、その領地は価値が上がる。つまり、自分たちの土地としてあつかわれる。そのエリア内をすべて取ると独占ボーナス価値になる。
- 成績はチームを総合したものになる。

『ガイアマスター』の世界では概ね、土地マスが3マス連続で並んでおり（これをエリアと呼ぶ）、それを挟んで特殊マスが1マスある。このゲームはできるだけ多くの土地を買い占めるのが勝利の早道だが、同じエリア内の土地を買うと、通行税がアップする。つまり、エリアを独占すれば、かなりの通行税を獲得できる。

## キャラクター
各キャラクターにはそれぞれ異なった特殊能力（ラッキー）があり、ゲーム展開を有利に運ぶことができる。
ジガー：シーフ
声：関俊彦
1ターンに2度行動することができることがある。非常に使いやすいキャラクター。
ティアラ：王女
声：矢島晶子
ターン終了後に無料で土地マスを1つ与えられることがある。全ての土地が埋まっていると、他人の領地を奪って手に入れる。同じチームから領地をとることはない。初心者向けのキャラクター。
ゴライアス：破戒僧
声：銀河万丈
あらゆる種類の金の支払いを免除される（踏み倒す）ことがある。
シンバッド：盗賊
声：野沢那智
同じマスに止まった他のキャラクターの所持金の1/2を奪う。ラッキーを非常に狙いづらい、上級者向けのキャラクター。
メグメグ：女戦士
声：篠原恵美
自分がもらう金が2倍になることがある。聖地マスでも2倍になる。初心者向けのキャラクターで、敵を破産に追い込みやすい。
ハヤテ：忍者
声：石野竜三
戦闘において敵の攻撃を回避する（0ダメージにする）ことがある。
ヤスツナ：サムライ
声：大塚周夫
戦闘において剣属性の武器を使用すると攻撃力が2倍になることがある。
アガート：魔女
声：潘恵子
戦闘において魔法属性の武器を使用すると攻撃力が2倍になることがある。
ガラハッド：騎士
声：広川太一郎
戦闘において飛び道具属性の武器を使用すると攻撃力が2倍になることがある。
孫悟空：斉天大聖
声：松本梨香
隠しキャラクター。移動時に振るダイスが4個になることがある。戦闘において攻撃力が2倍になることがある。
「お店破壊」を防御することがある。ストーリーモードのステージ13をクリアしてセーブすると、以後使用可能になる。
ダンテ：魔王
声：森功至
隠しキャラクター。ターン終了後に任意のシンボルを1つ破壊できることがある。戦闘において攻撃力が2倍になることがある。
「お店破壊」を防御することがある。ストーリーモードのステージ15をクリアしてセーブすると、以後使用可能になる。
ベリアル：妖精
声：小桜エツ子
ゲーム進行のナビゲーター役。ドリームキャスト版とゲームボイカラー版では全キャラクターのラッキーが発動する最強の隠れキャラクターとして使用可能。

## 店について
自分で購入した土地には、店を建てることができる。自分が止まると下記の効果が発生し、また店を建てることによって、さらに通行税をあげることができる。店の買値は、その土地の値段と同じである（ただし、バンクのみ5倍）。
店には次のようなものがある。
- 武器屋 - 武器カードを2枚入手。
- れん金術（錬金術） - イベントカードを2枚入手。
- 病院 - 通過でHP30回復。丁度止まるとHPが全回復する。
- 騎士団 - 相手のHPを3/4に減らして戦闘を仕掛けることができる。
- 修道会 - 1/2の確率で相手からの戦闘を回避する。自分が止まっても何も起こらない。
- バンク - 通行税が4倍になる。自分が止まっても何も起こらない。

## 特殊マスについて
ステージ上には、土地マスのほかに特殊マスがある。その特殊マスに止まると下記のような効果が発生する。
- GOマス ‐ スタート地点。ステージを一周し再び戻ると、周回金（300ゼニー / 回）、武器カードおよびイベントカードがそれぞれ1枚ずつもらえ、さらにHPが50回復する（丁度止まらなくても以上の効果が発生する）。15ターン目を境に、強力な武器カードが手に入るようになる。
- イベントマス - ほとんどの確率でイベントカードが1枚もらえるが、たまにその場で効果が発生するカードを引くこともある。
- 酒場マス - 止まると、酒場のカウンターの人と「ハイアンドロー」（ダイス2個を振り、画面に表示されたある数よりも大きいか小さいかをあてる）に挑戦。ゲームに勝つと武器カードがもらえ、さらに続けてゲームをすることができる。最大5回までチャレンジできる。負けるとその時点で、今までこのゲームで獲得した武器カードが没収される。また、途中で止めることも可能で、その場合はそこまでの武器カードを入手。
- 戦闘マス - 相手に戦闘を仕掛けることができる。しなくてもよい。
- 分岐マス - 止まると、ルート上にある分岐点を変更できる。しなくてもよい。
- 時限分岐マス - 1ターンごとに自動的に分岐点を変更。止まっても何も起こらない。
- 所得税マス - 止まると、所持金の20％の金額を取られる。
- 土地税マス - 止まると、土地税として評価額の20％の金額を取られる。
- ワープマス - 止まると、対応する別のワープマスにワープする。
- 聖地マス - 所得税マス、土地税マス、不幸、大不幸で取られた金額が全てこのマスにプールされる。止まると、そのプール金を全額入手できる。

## イベントカードについて
プレイヤーは最大5枚までイベントカードと呼ばれるカードを持つことができる。そのカードは全てステージ上でしか使えない。基本的に、ダイスを振る前なら1ターンに何枚でも使用可能である（ただし、移動系カードは除く）。
イベントカードには以下のようなものがある。

### 移動系
- n進む - 使うと、ダイスを振る代わりにnマス進めることができる。1進む〜6進むの6種類がある。
- ダイス3つ - 使うと、一度にダイス3つを振って出た目の数だけ進む。
- ダイス4つ - 使うと、一度にダイス4つを振って出た目の数だけ進む。

### シンボル系
土地の周りに、シンボルを建てることができる。シンボルを建てると、周りの土地の通行税が増減する。シンボルは次の10種類がある。
- 温泉 - 周りの土地の通行税が+30％
- 女神像 - 周りの土地の通行税が+50％
- 庭園 - 周りの土地の通行税が+70％
- サーカス - 周りの土地の通行税が2倍
- 大聖堂 - 周りの土地の通行税が3倍
- 呪いの沼 - 周りの土地の通行税が-10％
- 死神像 - 周りの土地の通行税が-30％
- 墓場 - 周りの土地の通行税が-50％
- 悪魔の塔 - 周りの土地の通行税が-70％
- 邪神像 - 周りの土地の通行税が-90％
- 地震 - 任意に選択したシンボルを1つ破壊。

また、シンボルにはそれぞれ形状があり、それが干渉しあわなければ、異なるシンボルを同じエリアに置くことも可能である。この際、効果範囲の重なった部分は効果が加算される。例えば、死神像と女神像を同じエリアに置いた場合、周りの土地の通行税は（-30%と+50%で）+20％になる。

### テクニカル系
- バトルカード - 使うと、相手に戦闘を仕掛けることができる。
- ルート変更 - 全ての分岐マスの分岐点を変更。
- お店破壊 - 任意に選択した1エリア内に建ててある店を全て破壊。
- ふみたおし - 1回だけ相手の通行税を無効にする。ただし、自分の店の効果も無効となり、土地の購入もできない。
- カード交換 - 他のキャラクターの持つ武器カードと最大2枚まで交換できる。交換しなければ、武器カードを見ることも可能である。

### 金銭・土地系
この系統は、イベントマスでまれに発生するカードである。この系統のカードはプレーヤーが引いた瞬間に効果が発動する。
- 幸運 - 引いた瞬間、お金がもらえる。もらえる金額はターン数に比例する。
- 大幸運 - こちらは、幸運よりも多めのお金がもらえる。もらえる金額はターン数に比例する。
- 不幸 - お金を取られる。取られる金額は総資産に比例する。
- 大不幸 - 不幸よりも多めの金額を取られる。取られる金額は総資産に比例する。
- 略奪 - 自分以外のキャラクターから均等にお金を奪う。奪う金額はターン数に比例する。
- ワープ - ステージ内で、一番土地の価値が高い土地マスにワープする。そこが空いていたら購入可能。
自分の土地でなおかつ店を建てていたら、その店の効果が発動。相手の土地なら、通行税を取られる。
- GOワープ - GOマスにワープする。ワープ後、GOマスの効果が即時発動する。
- 領地購入 - 所有者のいない土地マスのうち好きな1マスを購入できる。土地マスが全て埋まったときは、出現しなくなる。

## 戦闘について
相手が所有する土地を奪いたい場合、相手に戦闘を仕掛けることができる。戦闘に勝利すれば、その土地の所有権が自分に移る。
以下、戦闘について詳細を説明する。

### 戦闘の仕掛け方
戦闘を仕掛ける方法は、
1. バトルカードを使う
2. 戦闘マスに止まる
3. 自分が騎士団を設置したマスに止まる
4. 相手のいるマスと同じマスに止まる（ただし、特殊マスでは発動しない）

の4種類がある。そして、仕掛けたい土地を選んで決定する。

### 軍資金を支払う
戦闘を仕掛ける側（以後、Aとする）は、仕掛けられた土地の所有者（以後、Bとする）に戦闘の軍事金を支払わなければならない。軍資金をいくら支払うかは、Aに選択権がある。高い軍資金を支払えばBのHPが低い状態で戦闘が開始する。

### HPについて
HPの最大値は基本的に全員100だが、Bには地形防御力が設定され、実際は現在のHPよりも若干増えている。地形防御力は、仕掛けられた土地のエリアの独占度や店の有無で変動する。つまりエリアを独占し、かつ店を建てている土地に対してAが戦闘を仕掛けた場合、自動的にBはかなりのボーナスHPがもらえる。地形防御力も含めると、最大で160まで上昇する。

### 戦闘ルール
- 自分の持っている武器カードのうちの4枚が場に出される。AとBはその4枚からそれぞれ1枚を選ぶ。
- 選んだ武器カードの速度の数値が大きいほうから攻撃を開始（ただし速度が同値の時はBが先攻）。その次に小さいほうが攻撃する。
- 以上を1ラウンドとする。これを3ラウンド行い、3ラウンド以内に相手のHPをゼロにするか、3ラウンド終了後に相手よりも残りHPの多いほうが勝ちとなる。勝者がAの時は、Bの土地がAに変わる。HPが同数値になったときは、Bの勝ちになる。
- 戦闘終了後、HPがゼロになったものは、治療費として戦闘相手に200ゼニー取られる。
- ダメージ分を減算し、残ったHPは、自然回復しないため、病院あるいはGOマスでHPの回復をしなければならない。

## 武器カードについて
- 武器カードには、剣、魔法、飛び道具、アイテムの4つの種類（カテゴリー）がある。
- プレイヤーは基本武器とアイテムを含め、7枚までカードが持てる。手札が8枚以上になったときは、どれかの武器カードを捨てなければならない。
- 各キャラクターには得意武器のカテゴリーが設定されており、そのカードを使った攻撃の場合にはクリティカル（攻撃力が1.5倍になる）が起こりやすい。
ラッキーで攻撃力が2倍になるキャラクターがクリティカルと重なるとダメージが3倍になり、相手を一撃で倒せるチャンスが広がる。
- また各武器カードにはレベルが設定されており、使用経験値が加算されるとレベルが最大5まで上昇し、クリティカルが出やすくなる。
- 特定の武器カードは条件を満たすとパワーアップし、グラフィックも変化する。

### 基本武器カード
基本武器とは、各キャラクターがそれぞれ持っている固有の武器カードのことである。これらは、どんなことがあっても捨てることはできない。また、戦闘時は必ず基本武器カードが場に出ており、いつでも使用可能。()内は左から、武器の種類 / 攻撃力 / 速度 / 所有者を示す。
また、隠されたキーワードを入力すると覚醒する。ただし、以前の状態に戻せなくなり、武器レベルも1に下がる。
- ボーイナイフ（剣 / 15 / 4 / ジガー専用）：ボウイナイフ
キーワードは「つよいないふ」。
- レイピア（剣 / 18 / 4 / ティアラ専用）
キーワードは「ほそいけん」。
- メイス（剣 / 18 / 3 / ゴライアス専用）
キーワードは「かみのつちほこ」。
- ジャンビーヤ（剣 / 15 / 4 / シンバッド専用）
キーワードは「かつこいいたんけん」。
- バトルアックス（剣 / 18 / 4 / メグメグ専用）：斧
キーワードは「よくきれるおの」。
- クナイ（飛び道具 / 15 / 5 / ハヤテ専用）：くない
キーワードは「しゆりけん」。
- 野太刀（剣 / 18 / 3 / ヤスツナ専用）：日本刀
キーワードは「すこいかたな」。
- ジプシータロウ（魔法 / 15 / 4 / アガート専用）：タロット
キーワードは「ふしきなかあと」。
- クレイモア（剣 / 18 / 4 / ガラハッド専用）
キーワードは「せいけん」。
- 如意棒（剣 / 18 / 5 / 孫悟空専用）
キーワードは「とてもつよいぼう」。
- ∞ガン（飛び道具 / 20 / 3 / ダンテ専用）
キーワードは「きかいのふき」。

### 剣カード
最もオーソドックスな武器カード。剣は攻撃力が高く、速度もそこそこ。特に魔剣ムラマサは、全武器カードの中で最大の攻撃力を誇る。
剣を得意武器とするキャラクターは、ジガー、ティアラ、ゴライアス、シンバッド、メグメグ、ハヤテ、ヤスツナの7人。
- ロングソード(20/4)
- エストック(22/3)
- ハンマー(26/1)※クリティカルが出やすい
- せつなの剣(30/5)※速度が速い。パワーアップすると攻撃力が36になる
- ストームソード(48/2)
- エクスカリバー(52/4)※低確率で出現。攻撃力の割りに速度が速め
- 魔剣ムラマサ(60/2)※低確率で出現。最強の魔剣

### 魔法カード
魔法の特徴は、速度が低いことで、サンダー以外は全て3以下である。しかし、魔法を得意武器とするキャラクターが、ティアラ、ゴライアス、アガートの3人のみなので、魔法カードの奪い合いが少ないのがメリット。
- ファイアボール(20/3)
- サンダー(24/5)※速度が速い
- スノーストーム(26/1)※クリティカルが出やすい。パワーアップすると攻撃力、速度が(30/3)に上がる
- ハリケーン(32/2)
- アースクエイク(40/2)
- ダークメテオ(53/3)※低確率で出現。
- メテオフォール(55/1)※低確率で出現。最強の魔法

### 飛び道具カード
飛び道具の特徴は、速度は速いが攻撃力が低い。しかし、ブラッドスピアの制圧力も含め、かなり使いやすい属性である。
飛び道具を得意武器とするキャラクターは、ジガー、シンバッド、メグメグ、ハヤテ、ガラハッドの5人。
- ダーツ(18/5)
- 弓(24/4)※クリティカルが出やすい。
- ブラッドスピア(24/1)※与えたダメージの半分を吸収。パワーアップすると攻撃力、速度が(28/2)に上がる。：槍
- クロスボウ(30/5)
- フェザーレイ(36/5)
- 炎の弓(50/4) ※低確率で出現。
- 氷の弓(54/2) ※低確率で出現。最強の弓
この2つの弓には専用の攻撃モーションがある。

### アイテムカード
武器のほかにもアイテムが存在する。アイテムは武器とは違い、一度使うと消えてしまう。つまり使い捨てである。
戦闘終了まで効果が続くアイテムは自分 / 相手のHPの隣に各アイテムに対応したアイコンが付く。
- 丸薬(7)（HP30回復）
- いやしのうた(7)（HP60回復）
- 力の指輪(7)（戦闘終了まで、攻撃力が2倍に）
※使用したキャラクターが黄色く点滅する。
- シールド(7)（戦闘終了まで、ダメージを半減）
※基本武器で相手の攻撃を防ぐモーションが追加される。
- まどわしの玉(7)（戦闘終了まで、相手の命中率が半分になる）
- 復活の霊薬(7)（低確率で出現。HPが0の時、100回復）
- 盗賊のオーブ(6)（相手のカードを1枚盗む。盗んだカードは以降の戦闘で使える）
- アイテム封じ(8)（戦闘終了まで、アイテムの使用を禁止する。ただし、盗賊のオーブには効かない）

## ステージ
このゲームは、後述する隠しステージを含めると全部で7ステージ存在する。
- 西風の都：中世ヨーロッパ風の、非常にオーソドックスなステージ。
- 陽炎の遺跡：財宝が眠る遺跡のある砂漠周辺。ワープマスで分離されたエリアがある。
- 緑の聖域：滝の流れる秘境。8の字の形をしたマップで、分岐マスによって上に行くか下に行くかが決まる。
- ブシドーキャッスル：江戸風のお城が舞台。時限分岐マスがある。
- 円環の廃墟の国：空中都市。昔は栄えていたが、今は廃墟となっている。広大なマップで、中央に地価が高いエリアがあるが、そこに行けるかどうかは分岐マス次第である。
- 魔都パンデモニアム：魔王の根城。マップが非常に狭く、4または2マスで構成されている変則的なエリアがある。
- 東京199X：近代の都市が舞台。大まかに5つのエリアによって区切られており、ワープ先のエリアはGOマス付近にあるワープマスの位置に対応している。

## ストーリーモード
最初に選択したキャラクターで20のミッションをクリアし、ガイアマスターを勝ち抜くモード。武器レベルはこのモードでのみ上げることが可能である。
- 勝利条件を満たしステージをクリアすると、リザルト画面で最後に所持していた武器全てにボーナスポイントが付く。アイテムカードにはポイントがつかない。
- 勝利条件を満たせずにコンティニューをしても、そのステージで増やした武器ポイントは失われることはなく、継続される。

ステージ20をクリアするとエンディングになる。
| ステージ | タイトル               | 対戦キャラクター / 味方キャラクター         | 対戦ステージ       | 備考 |
| -------- | ---------------------- | ------------------------------------------- | ------------------ | --- |
| 1        | 冒険のはじまり         | <メグメグ、ゴライアス>                      | 西風の都           | 自キャラクターが男性のときはメグメグ、女性のときはゴライアスが相手になる 対戦中にアドバイスがある。制限ターン数20                                                                           |
| 2        | 偽物を倒せ             | 自キャラクターと同キャラクター              | 陽炎の遺跡         | ここから、ステージ7まで30の制限ターン数が設けられる |
| 3-a      | 魔女の森               | アガート                                    | 緑の聖域           | 自キャラクターが男性だとこちらに分岐する |
| 3-b      | 異国の戦士             | ヤスツナ                                    | 緑の聖域           | 自キャラクターが女性だとこちらに分岐する |
| 4        | 旅の仲間               | アガート、シンバッド / ティアラ             | 西風の都           | 2vs2のタッグ戦 |
| 5        | チャンバラウォーズ     | ヤスツナ、ハヤテ                            | ブシドーキャッスル | |
| 6        | 盗賊から逃げろ         | シンバッド、シンバッド、シンバッド          | 陽炎の遺跡         | 制限ターン数20。制限ターン数が短く、プレーヤーに極めて有利な条件で開始されるため、 武器ポイントを貯めるのに適している。タッグ戦のため、もらえるポイントも多い                               |
| 7-a      | お姫様のプロポーズ     | ティアラ、ガラハッド                        | 西風の都           | 1vs2のタッグ戦。自キャラクターが男性だとこちらに分岐する。ティアラを破産させることが条件 |
| 7-b      | 女の戦い               | 自キャラクター以外の女性キャラクター2人     | 西風の都           | 自キャラクターが女性だとこちらに分岐する |
| 8        | 借金を取立てろ         | ゴライアス、メグメグ                        | 緑の聖域           | 序盤の壁。このステージから勝利条件の大半が対戦相手を破産させるものになる |
| 9        | 武闘会予選             | メグメグ、ジガー、ハヤテ                    | 西風の都           | 全員がバトルカードを4枚所持。相手の土地に修道会があるが、1ターン目にバトルカードで修道会を奪うことはできない                                                                                |
| 10       | 武闘大会               | ヤスツナ、ガラハッド、アガート              | 西風の都           | 全員がバトルカードを5枚所持。全員戦闘キャラクターである |
| 11       | 忍のおきて             | ハヤテ、ハヤテ                              | ブシドーキャッスル | 1vs2のタッグ戦。攻撃の回避に注意。制限ターン数30 |
| 12       | プリンセス・クライシス | ティアラ、ティアラ、ティアラ                | 緑の聖域           | ティアラのラッキーにより、土地を次々と奪われる。制限ターン数30 |
| 13       | 斉天大聖               | 孫悟空                                      | 陽炎の遺跡         | ワープ先のエリアは自分が所有している。 そのエリアに孫悟空がワープしないと破産させるのは難しい                                                                                               |
| 14       | 東西対抗大作戦         | <ヤスツナ、ハヤテ> / <ガラハッド、アガート> | 緑の聖域           | 制限ターン数30、2vs2のタッグ戦。 自キャラクターが東洋キャラクター（孫悟空含む）だとヤスツナかハヤテ、 西洋キャラクターだとガラハッドかアガートが味方になる                                  |
| 15       | 神々の戦い             | ダンテ / ティアラ、孫悟空                   | 魔都パンデモニアム | 3vs1のタッグ戦。土地の大半がダンテに占有されている。ダンテの初期装備は弱い |
| 16       | エコノミックアニマル   | メグメグ、シンバッド                        | 東京199X           | 制限ターン数30 |
| 17       | 偽物の復讐             | 自キャラと同キャラ                          | ブシドーキャッスル | |
| 18       | 裏武闘会               | ヤスツナ、ハヤテ、アガート                  | 魔都パンデモニアム | 全員を破産させなくても、相手の土地をすべて奪うだけで良い。 逆に、所持金とは関係なく、自分の土地が無くなったら敗北する                                                                       |
| 19       | 魔王の復活             | ダンテ、ダンテ、ダンテ                      | 魔都パンデモニアム | タッグ戦。極めて不利な条件で始まる。1ターン目から孤立した土地を戦闘で奪う戦法が有効である。 ダンテはラッキーでシンボルを1つずつ破壊するが、一気に建てるとシンボルの通行税を無駄にせずに済む |
| 20       | 決戦!! 空中都市        | ジガー、ダンテ、孫悟空                      | 円環の廃墟の国     | 外側のエリアを相手が独占し、自分は中央に土地を所有した状態で 全員を破産させなければならず、3人を相手にする長期戦となる。「ルート変更」がキーカードとなる                                    |

## 対戦モード
オプションで設定した条件で対戦する。ストーリーモードで使用した武器データを使用することが可能。
まず、開始条件を決める。
- ノーマルモード：土地を0 - 3つ所持した状態で開始する。デフォルトでは0。
- クイックモード：あらかじめカードや土地を所持した状態で開始する。

次に、対戦形態を決める。
- シングル：個別に対戦する。
- タッグ：他の人とチームを組んで戦う。ルールは前述したものが適用される。

## 隠し要素
このゲームには、ある条件を満たすと隠し要素が出現するものがある。
隠しアイテム
- いちかばちか(6) ‐ 一定確率で一撃必殺（200ダメージ）。ミス時はダメージ0。キーワードは「てんけき」。
- みがわり(7) ‐ 相手の攻撃を完全防御。キーワードは「ほりたん」。
- CFC(6) ‐ 相手の武器カードを破壊する。キーワードは「CFC」。

いずれも「アイテム封じ」が効かない。これら3つは『電撃プレイステーションD』のDATA倉庫内にあるデータをダウンロードするか、専用のキーワードを入力しないと使用不可。
隠しステージ
ストーリーモードのステージ16をクリアしてセーブすると、以後対戦モードで「東京199X」が選択可能になる。
シナリオセレクト
ストーリーモードを全てクリアしてセーブすると、シナリオの選択が自由にできるようになる。
キャラクターの変更も可能だが、その際に選択したキャラクターでもう一度ステージ20をクリアする必要がある。

## 他機種版
ガイアマスター 決戦! 世紀王伝説
2001年6月28日に発売されたドリームキャスト用ソフト。キャラクターやステージがポリゴン化された。廉価版が2003年9月11日に発売された。
ガイアマスター DUELカードアタッカーズ
2001年6月29日に発売されたゲームボーイカラー用ソフト。武器カードが大幅に増え、デッキエディット機能が追加された。

## スタッフ
PlayStation版
- キャラクターデザイン：西村キヌ
- 企画：藤崎浩和、瀬戸康洋、岡野修身、橋詰正樹
- プログラマー：阿閉雅宏、佐藤慎一、川西大輝、鈴木一秋、本内敦、加藤正彦、塩野一成、金子清巳、篠原雅嗣
- オブジェクトデザイナー：藤本千枝、山添公雄、戸田勝巳、片桐秀朗、栗原明美、木本壮紀、伊野英樹、今村雄二、西村啓生
- スクロールデザイナー：長嶋昭子、中山一樹、広瀬悦子、出納清行
- サウンド：尾形雅史、梶野俊夫
- 販売・企画：伊藤基由志、田中徳良、小川佐織
- マーケティング：古別府宏充、中嶋浩二
- パブリシティ：永井淳一、中村裕子、萩原良輔
- カスタマー：清水重治
- キャラクターライツ：柳口博昭
- ソフトウェアマニュアル：本間雅子、内田裕美子
- ディレクター：斎藤友彦
- プロデューサー：三並達也
- エグゼクティブプロデューサー：岡本吉起
- スペシャルサンクス：冨田篤、冨長直人、鈴木治雄、堀口比呂志、松本仁美

ドリームキャスト版
- キャラクターデザイン：西村キヌ
- 企画：斎藤友彦、仲晃照
- プログラマー：山之内一雅、山下洋幸
- オブジェクトデザイナー：山添公雄、片桐秀朗
- スクロールデザイナー：長嶋昭子、広瀬悦子
- サウンド：梶野俊夫
- ディレクター：藤崎浩和
- プロデューサー：三並達也、中嶋浩二
- エグゼクティブプロデューサー：岡本吉起